# Авиньоне
Авиньоне (фр. Avignonet) — коммуна во Франции, находится в регионе Рона — Альпы. Департамент коммуны — Изер. Входит в состав кантона Матезин-Триев. Округ коммуны — Гренобль.
Код INSEE — 38023. Население коммуны на 1999 год составляло 189 человек. Населённый пункт находится на высоте от 362 до 825 метров над уровнем моря. Муниципалитет расположен на расстоянии около 500 км юго-восточнее Парижа, 110 км юго-восточнее Лиона, 26 км южнее Гренобля. Мэр коммуны — Mme Camille Chatelard, мандат действует на протяжении 2001—2007 годов.
Динамика населения (INSEE):